# Wiedźmin. Szpony i kły
Wiedźmin. Szpony i kły – antologia opowiadań o fabule toczącej się w świecie wiedźmińskim stworzonym przez Andrzeja Sapkowskiego, wyłonionych na drodze konkursu zorganizowanego przez miesięcznik Nowa Fantastyka w 2016 roku. Redaktorem zbioru jest Marcin Zwierzchowski. W 2013 roku ukazała się podobna antologia opowiadań rosyjskich i ukraińskich autorów zatytułowana Opowieści ze świata Wiedźmina.

## Zawartość
Przedmowę zatytułowaną Dziedzictwo Białego Wilka napisał Marcin Zwierzchowski, nota na ostatniej stronie okładki jest autorstwa twórcy uniwersum, Andrzeja Sapkowskiego. Antologia składa się z następujących opowiadań:
- Piotr Jedliński – Kres cudów
- Beatrycze Nowicka – Krew na śniegu. Apokryf Koral
- Sobiesław Kolanowski – Ironia losu
- Nadia Gasik – Co dwie głowy...
- Katarzyna Gielicz – Skala powinności
- Barbara Szeląg – Bez wzajemności
- Przemysław Gul – Lekcja samotności
- Tomasz Zliczewski – Nie będzie śladu
- Andrzej W. Sawicki – Dziewczyna, która nigdy nie płakała
- Michał Smyk – Ballada o Kwiatuszku
- Jacek Wróbel – Szpony i kły

## Kontrowersje
Z krytyką spotkała się decyzja wydawnictwa superNOWA o kompozycji graficznej okładki, sugerującej autorstwo Andrzeja Sapkowskiego.